# 패터슨 견직 파업
패터슨 견직 파업(Paterson silk strike)은 1914년 2월부터 같은 해 28일까지 뉴저지주 패터슨 시에서 진행된 견직물 공장 노동자들의 파업이다. 8시간 노동 쟁취와 노동환경 개선을 요구사항으로 삼았다.